# Zimowy Puchar Europy w Rzutach 2005
5. Zimowy Puchar Europy w Rzutach – piąta edycja lekkoatletycznego zimowego pucharu Europy w rzutach odbyła się w tureckim mieście Mersin. Zawody rozegrano 12 i 13 marca, a ich organizatorem było European Athletics. W konkurencjach, w których zgłoszono większą liczbę zawodników, odbyły się konkursy w dwóch grupach: A i B. Klasyfikację drużynową wygrały reprezentacje Rosji.

## Zwycięzcy

### Mężczyźni

#### Grupa A
| Konkurencja    | Zawodnik         | Reprezentacja | Wynik |
| -------------- | ---------------- | ------------- | ----- |
| Pchnięcie kulą | Rutger Smith     | Holandia      | 21,00 |
| Rzut oszczepem | Aleksandr Iwanow | Rosja         | 81,13 |
| Rzut młotem    | Iwan Cichan      | Białoruś      | 80,79 |
| Rzut dyskiem   | Gerd Kanter      | Estonia       | 66,03 |

#### Grupa B
| Konkurencja    | Zawodnik        | Reprezentacja | Wynik |
| -------------- | --------------- | ------------- | ----- |
| Pchnięcie kulą | Leszek Śliwa    | Polska        | 19,17 |
| Rzut młotem    | Dorian Collaku  | Albania       | 72,17 |
| Rzut dyskiem   | Hannes Kirchler | Włochy        | 59,10 |

### Kobiety

#### Grupa A
| Konkurencja    | Zawodnik        | Reprezentacja | Wynik |
| -------------- | --------------- | ------------- | ----- |
| Rzut oszczepem | Steffi Nerius   | Niemcy        | 61,01 |
| Rzut młotem    | Ivana Brkljačić | Chorwacja     | 71,00 |
| Rzut dyskiem   | Natalja Sadowa  | Rosja         | 61,74 |

#### Grupa B
| Konkurencja    | Zawodnik          | Reprezentacja   | Wynik |
| -------------- | ----------------- | --------------- | ----- |
| Pchnięcie kulą | Oksana Zakhamczuk | Ukraina         | 16,38 |
| Rzut oszczepem | Łada Czernowa     | Rosja           | 60,05 |
| Rzut młotem    | Shirley Webb      | Wielka Brytania | 66,88 |
| Rzut dyskiem   | Giorgia Baratella | Włochy          | 52,89 |